# Adam Pańczuk
Adam Pańczuk (ur. 1978 w Białej Podlaskiej) – polski fotograf. Absolwent Akademii Ekonomicznej oraz Akademii Sztuk Pięknych w Poznaniu na Wydziale Komunikacji Multimedialnej. Członek kolektywu Sputnik Photos.

## Życiorys
Adam Pańczuk  pracuje jako fotograf freelancer, mieszka i pracuje w Warszawie – jest wykładowcą w warszawskiej Akademii Fotografii (pracownia fotoreportażu). Od 2010 roku jest członkiem stowarzyszenia Sputnik Photos. Miejsce szczególne w jego twórczości zajmuje fotografia dokumentalna, fotografia portretowa oraz fotografia reportażowa. Publikował swoje fotografie m.in. w Dzienniku, Gazecie Polskiej, National Geographic, Newsweeku, OyodePez, Polityce, Private Magazine oraz specjalistycznej prasie fotograficznej – Foto. 
Adam Pańczuk jest autorem i współautorem wielu wystaw fotograficznych; indywidualnych, zbiorowych oraz pokonkursowych – na których otrzymał wiele akceptacji, nagród, wyróżnień, dyplomów, listów gratulacyjnych. Jego prace były prezentowane m.in. we Francji, w Grecji, Japonii, Korei Południowej, Rosji, Stanach Zjednoczonych oraz w Polsce. W 2007 roku – za twórczość fotograficzną i działalność na rzecz fotografii otrzymał stypendium Ministerstwa Kultury i Dziedzictwa Narodowego. 
W 2014 roku został laureatem nagrody za Najlepszą Książkę Roku 2013 (Karczeby historia karczebów – mieszkańców wschodniej Polski) – w 71. edycji konkursu Pictures of the Year International.

## Wybrane wystawy indywidualne
- Karczeby – Galeria Skene (Jelenia Góra 2016)[8];
- Karczeby – Muzeum Południowego Podlasia (Biała Podlaska 2015)[2];
- Karczeby – Ateny Photo Festival (2013);
- Karczeby – Międzynarodowy Festiwal Fotografii Photovisa w Krasnodarze (Rosja 2013);
- Karczeby – Festival Image Singulières in Sète (Francja 2013);
- Karczeby – Białostocki Ośrodek Kultury (2011);
- Aktorzy – Galeria Catherine Edelman, Chicago (USA 2011);
- Warszawa jest kobietą – Galeria Nizo (Warszawa 2010);
- Karczeby – Daegu Photo Bienale (Korea 2010);
- Petites poésies rurales – La Galerie Particuliére, Paryż (Francja 2010);
- Karczeby – Fotofestival Transphotographiques, Lille (Francja 2010);
- Karczeby – Yours Gallery (Warszawa 2010);
- Aktorzy – Galeria Camelot (Miesiąc Fotografii w Krakowie 2007);
- Richshaw – Galeria Teatru Polskiego (Poznań 2004);

Źródło.